# Isla Thursday
La Isla Thursday (coloquialmente conocida como TI en el dialecto Kawrareg) es una isla ubicada en el estrecho de Torres, en Queensland, Australia. Es la isla más poblada de esta región y es conocida por su historia cultural y su diversidad étnica.
Según el último censo realizado en 2021, la isla cuenta con una población de 2.805 personas.

## Geografía
La Isla Thursday se encuentra aproximadamente a 39 kilómetros al norte del extremo norte de Queensland, en el estrecho de Torres. Es parte de las Islas del Estrecho de Torres y tiene una superficie de aproximadamente 3,5 kilómetros cuadrados. La isla tiene un terreno montañoso y está rodeada de importantes playas y arrecifes de coral.

## Historia

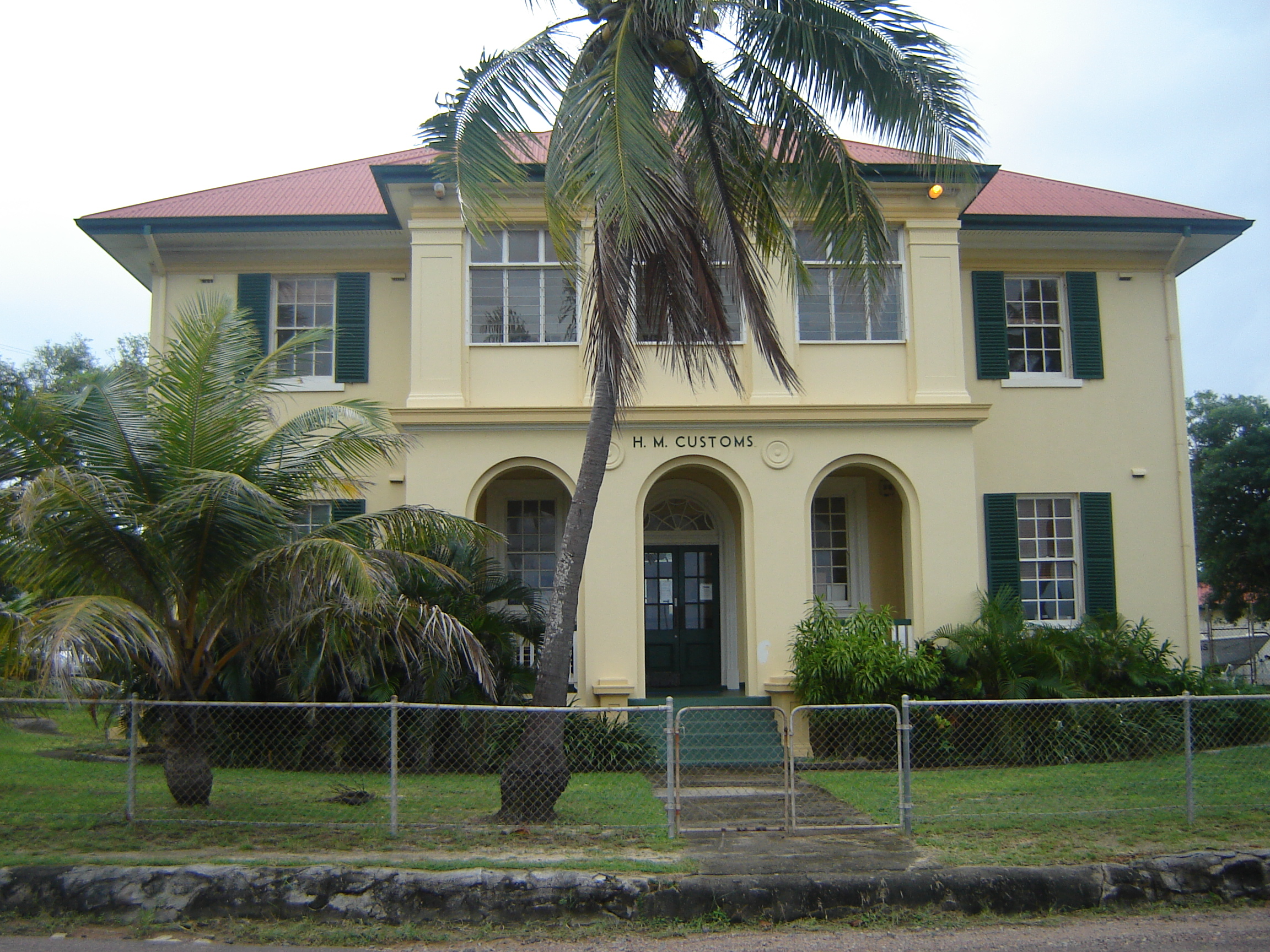
Edificio de aduanas en la isla Thursday.

La historia de la isla se remonta a miles de años, siendo habitada por las comunidades indígenas de los isleños del estrecho de Torres. Los isleños han mantenido una fuerte conexión con la tierra y el mar, y han desarrollado una cultura distintiva a lo largo de los siglos.
La isla fue visitada por exploradores europeos a partir del siglo XVII, y se convirtió en un importante centro de comercio en el siglo XIX, debido a su ubicación estratégica en el estrecho de Torres. Durante este tiempo, la isla fue un lugar clave para el comercio de perlas, que suelen ser utilizadas como materia prima para fabricar botones, el tráfico de trabajadores y las comunicaciones marítimas.

## Cultura
La Isla Thursday es conocida por su diversidad cultural y étnica. La población de la isla incluye a personas de ascendencia indígena —cuyo grupo étnico tiene su origen en la misma isla—, europea, asiática y del Pacífico.
La isla es famosa por su arte y artesanía indígena, que incluye esculturas, cestas tejidas y pinturas tradicionales. También se celebran festivales y eventos culturales a lo largo del año, que reflejan las diversas tradiciones y costumbres de la comunidad.

## Turismo
La isla Thursday es un destino turístico popular debido a sus playas y paisajes naturales. Los visitantes aprovechan la isla como sitio para practicar buceo, pesca, exploración de arrecifes de coral y recorridos por la isla. La isla también cuenta con una serie de sitios históricos y culturales, como museos, iglesias y monumentos que son reflejo de las culturas que la habitaban, como también de la colonización europea.